# Rouffy
Rouffy település Franciaországban, Marne megyében. Lakosainak száma 110 fő (2022. január 1.). Rouffy Flavigny, Saint-Mard-lès-Rouffy, Villeneuve-Renneville-Chevigny, Vouzy és Blancs-Coteaux községekkel határos.

## Népesség
A település népessége az elmúlt években az alábbi módon változott:
| Lakosok száma | 73   | 73   | 74   | 84   | 108  | 113  | 113  | 111  | 111  | 110  |
|               | 1968 | 1982 | 1990 | 2006 | 2013 | 2015 | 2017 | 2019 | 2020 | 2022 |